# Introducing Duke Pearson's Big Band
Introducing Duke Pearson's Big Band è un album a nome della Duke Pearson's Big Band, pubblicato dalla Blue Note Records nel 1968. Il disco fu registrato il 15 dicembre 1967 al Van Gelder Studio di Englewood Cliffs, New Jersey (Stati Uniti).

## Tracce
Lato A
1. Ground Hog – 3:00 (Duke Pearson)
2. New Girl – 6:00 (Duke Pearson)
3. Bedouin – 5:20 (Duke Pearson)
4. Straight Up and Down – 6:55 (Chick Corea)

Lato B
1. Ready When You Are C.B. – 2:51 (Duke Pearson)
2. New Time Shuffle – 5:30 (Joe Sample)
3. Mississippi Dip – 2:30 (George Andrews, Randy Irwin)
4. A Taste of Honey – 5:25 (Ric Marlow, Bobby Scott)
5. Time After Time – 4:05 (Jule Styne, Sammy Cahn)

Edizione CD del 1998, pubblicato dalla Blue Note Records (CDP 7243 4 94508 2 0)
1. Ground Hog – 3:00 (Duke Pearson)
2. New Girl – 6:04 (Duke Pearson)
3. Bedouin – 5:20 (Duke Pearson)
4. Straight Up and Down – 6:55 (Chick Corea)
5. Ready When You Are C.B. – 2:51 (Duke Pearson)
6. New Time Shuffle – 5:30 (Joe Sample)
7. Mississippi Dip – 2:30 (George Andrews, Randy Irwin)
8. A Taste of Honey – 5:25 (Ric Marlow, Bobby Scott)
9. Time After Time – 4:05 (Jule Styne, Sammy Cahn)
10. Disapproachment – 5:49 (Frank Foster) – Bonus Track
11. Tones for Joan's Bones – 5:33 (Chick Corea) – Bonus Track
12. Minor League – 6:37 (Duke Pearson) – Bonus Track
13. Here's That Rainy Day – 4:26 (Johnny Burke, James Van Heusen) – Bonus Track
14. Make It Good – 4:41 (Duke Pearson) – Bonus Track
15. Days of Wine and Roses – 6:01 (Henry Mancini, Johnny Mercer) – Bonus Track

- Brani nr. 1, 2, 3, 4, 5, 6, 7, 8 e 9 registrati il 15 dicembre 1967 a Englewood Cliffs, New Jersey
- Brani nr. 10, 11, 12, 13, 14 e 15 registrati il 3 dicembre 1968 a Englewood Cliffs, New Jersey[6]

## Musicisti
A1, A2, A3, A4, B1, B2, B3, B4 e B5 / CD - nr. 1,2,3,4,5,6,7,8 e 9
- Duke Pearson - pianoforte, arrangiamenti
- Randy Brecker - tromba
- Burt Collins - tromba
- Joe Shepley - tromba
- Marvin Stamm - tromba
- Garnett Brown - trombone
- Benny Powell - trombone
- Julian Priester - trombone
- Kenny Rupp - trombone basso
- Jerry Dodgion - sassofono alto, flauto, flauto piccolo
- Al Gibbons - sassofono alto, flauto, clarinetto basso
- Frank Foster - sassofono tenore
- Lew Tabackin - sassofono tenore
- Pepper Adams - sassofono baritono, clarinetto
- Bob Cranshaw - contrabbasso
- Mickey Roker - batteria[7]

CD - nr. 10, 11, 12, 13, 14 e 15
- Duke Pearson - pianoforte, arrangiamenti
- Jim Bossy - tromba
- Randy Brecker - tromba
- Burt Collins - tromba
- Joe Shepley - tromba
- Marvin Stamm - tromba
- Garnett Brown - trombone
- Jimmy Cleveland - trombone
- Benny Powell - trombone
- Kenny Rupp - trombone basso
- Jerry Dodgion - sassofono alto
- Al Gibbons - sassofono alto
- Lew Tabackin - sassofono tenore
- Frank Foster - sassofono tenore, arrangiamenti
- Pepper Adams - sassofono baritono
- Bob Cranshaw - contrabbasso
- Mickey Roker - batteria[8]